# 貝爾弗萊 (肯塔基州)
貝爾弗萊（英語：Belfry）是位於美國肯塔基州派克縣的一個人口普查指定地區。

## 人口
根據2020年美國人口普查的數據，貝爾弗萊的面積為1.87平方千米，當中陸地面積為1.87平方千米，而水域面積為0.00平方千米。當地共有人口263人，而人口密度為每平方千米140.64人。